# Night Time Lover
Night Time Lover è il secondo singolo estratto dall'album La Toya Jackson della cantautrice e ballerina statunitense La Toya Jackson. Fu pubblicato nel 1980.

## Descrizione
Il brano fu prodotto dal fratello della cantante, Michael Jackson, e scritto e interpretato dai due fratelli in collaborazione. Originariamente la canzone era destinata a Donna Summer con il titolo Fire Is the Feeling.

## Promozione
La cantante eseguì il brano il 10 novembre 1980 durante una puntata del programma televisivo olandese TopPop e il 13 dicembre successivo nel corso del programma TV American Bandstand.

## Accoglienza e successo commerciale
Su Allmusic Justin Kantor disse che «Un'altra bomba è 'Night Time Lover', un numero dolcemente seducente e simultaneamente cinetico, prodotto dal fratello Michael».

## Classifiche
| Classifica (1980–81)                                   | Posizione massima |
| ------------------------------------------------------ | ----------------- |
| Classifica rhythm and blues di Billboard (Stati Uniti) | 59                |